# Назаров, Александр Иванович
Александр Иванович Назаров — советский и российский певец и аранжировщик. Известен как сольный исполнитель и как участник (вокалист) и аранжировщик групп «Интеграл», «Форвард», «Форум» и «Электроклуб».

## Биография

### Творчество
Александр Назаров сперва был в составе групп «Интеграл» и «Форвард», однако, вскоре коллективы распались. Состав новой группы «Форум» формировался из ранее распавшейся группы под названием «Форвард», в него вошли Алексей Фадеев (гитара, бас, вокал), Владимир Ермолин (гитара, вокал), Александр Назаров (бас, банджо), Ирина Комарова (скрипка, бас, вокал) и Борис Богданов (ударные). Немного позже в качестве вокалиста к группе присоединился Рафик Кашапов. Однако, первый солист группы продержался недолго и уже на втором фестивале ЛРК Виктора Салтыкова заметил Александр Назаров и пригласил выступать в группу «Форум». Именно с «Форумом» Назаров делал аранжировки самых известных песен («Белая ночь», «Давайте созвонимся», «Островок», «Улетели листья»).
В 1987 году на грампластинке «Белая ночь» группы «Форум» фирмой «Мелодия» впервые была выпущена песня «Улетели листья», написанная по одноимённому стихотворению Николая Рубцова. Музыку к песне написал Александр Морозов. В 1986 году Назаров был на аранжировке и с группой исполнили песню на фестивале «Песня года».
В 1987 году перешёл вместе с Лазарем Анастасиади, Виктором Салтыковым и Александром Дроником в группу «Электроклуб». В 1990 году, после ухода Давида Тухманова, Владимира Дубовицкого, Ирины Аллегровой и Виктора Салтыкова, стал директором и солистом группы «Электроклуб». Группа же вместе с Назаровым выпустила один альбом «Белая пантера» и сняла несколько клипов, но особой популярности не снискала и в середине 90-х распалась. После отъезда Д. Тухманова в ФРГ, с 1991 года руководителем группы стал аранжировщик Александр Назаров, который записал несколько сольных альбомов, а в 1999 году группа была возрождена вместе с Салтыковым и Василием Савченко. Любопытно, что сохранились записи отборочных туров музыкального телефестиваля «Песня-93», на которых музыканты выступают с композицией «Жизнь — дорога» с альбома «Верни мне прошлое, скрипач!» под вывеской группы «Электроклуб». Позднее Назаров пытался реанимировать состав в женском варианте, но эта идея осталась незамеченной.
После двух неудачных сольных альбомов, закончил музыкальную карьеру и стал продюсером других исполнителей, в том числе своей дочери, Александры Назаровой.

## Участие в фестивалях
- 1986 — с группой «Форум» — Улетели листья
- 1988 — с группой «Электроклуб» — Ты замуж за него не выходи
- 1989 — с группой «Электроклуб» — Я тебя не прощу
- 1990 — с группой «Электроклуб» — Маменькина дочка
- 1993 — с группой «Электроклуб» — Жизнь — дорога

## Семья
Дочь — Александра Назарова «Кроха» — певица.

## Дискография

### В составе группы «Форум»
- 1987 — Белая ночь (LP, запись 1985 года)
- 1987 — Далёкие дали (магнитоальбом)
- 1987 — За неделю до свадьбы (магнитоальбом)
- 1987 — Материнская тревога (концертный магнитоальбом)

### В составе группы «Электроклуб»
- 1987 — Фото на память (магнитоальбом)
- 1989 — Электроклуб-2 (LP, запись 1988 года)
- 1990 — Игрушка (магнитоальбом)
- 1991 — Маменькина дочка (МС)
- 1993 — Белая пантера (LP) (запись 1991 г.)

### Сольная карьера
- 1992 — Верни Мне Прошлое, Скрипач
- 1996 — А я люблю, как девушку, милую Москву